# Casey Powell
Casey Powell (* 18. Februar 1976 in West Carthage, New York) ist ein US-amerikanischer Lacrosse-Spieler. Er war der Kapitän der Nationalmannschaft der USA bei der Lacrosse-Weltmeisterschaft 2006. Außerdem spielt er Hallen-Lacrosse in der National Lacrosse League bei den New York Titans.
Powell spielt im defensiven Angriff. Seit 1995 spielt er in der College-Mannschaft der Syracuse University. Seine beiden Brüder, Ryan und Mikey, sind ebenso ausgezeichnete Lacrosse-Spieler. 
Powell spielte von 2001 bis 2005 in der Major League Lacrosse (MLL) zuerst bei den Long Island Lizards, bis er 2003 zu den Rochester Rattlers wechselte. Er wurde 2005 Spieler des Jahres in der MLL.

## Spielerstatistik

### NLL
| Saison    | Mannschaft         | Tore | Assists | Punkte |
| --------- | ------------------ | ---- | ------- | ------ |
| 1999      | Rochester Rattlers | 9    | 21      | 30     |
| 2000      | Rochester Rattlers | 12   | 16      | 28     |
| 2004      | Anaheim Storm      | 27   | 41      | 68     |
| 2005      | Anaheim Storm      | 27   | 30      | 57     |
| 2007      | New York Titans    | 29   | 51      | 80     |
| Insgesamt |                    | 104  | 159     | 263    |

## Auszeichnungen
- Mitglied des ersten All-American-Teams 1996, '97 und '98
- Mitglied des zweiten All-American-Teams 1995
- Lt. Raymond Enners Award – Herausragender Spieler in den Jahren 1997, '98 in der Division I 1997, '98 (NCAA Lacrosse)
- Jack Turnbull Award – Angreifer des Jahres 1998 in der Division I (NCAA Lacrosse)
- McLaughlin Award – Mittelfeldspieler des Jahres 1996 in der Division I (NCAA Lacrosse)
- Offensiv-Spieler des Jahres 2005 in der Major League Lacrosse

| Personendaten    | Personendaten                      |
| ---------------- | ---------------------------------- |
| NAME             | Powell, Casey                      |
| KURZBESCHREIBUNG | US-amerikanischer Lacrosse-Spieler |
| GEBURTSDATUM     | 18. Februar 1976                   |
| GEBURTSORT       | West Carthage, New York            |